# Calau
Calau (Nedersorbisch: Kalawa) is een gemeente in de Duitse deelstaat Brandenburg, gelegen in de Landkreis Oberspreewald-Lausitz. De stad telt 7.734 inwoners.
Calau heeft een oppervlakte van 163 km² en ligt in het oosten van Duitsland.

## Plaatsen in de gemeente
- Calau
- Bolschwitz
- Buckow
- Craupe met Radensdorf en Schrakau
- Gollmitz met Settinchen
- Groß Jehser met Mallenchen en Erpitz
- Groß Mehßow met Klein Mehßow
- Kemmen met Säritz en Schadewitz
- Mlode met Rochusthal
- Saßleben met Kalkwitz en Reuden
- Werchow met Cabel en Plieskendorf
- Zinnitz met Bathow

## Demografie
- Ontwikkeling van de bevolking sinds 1875 binnen de huidige grenzen (blauwe lijn: Bevolking; stippellijn: Vergelijking van de ontwikkeling van de bevolking van de deelstaat Brandenburg, Grijze achtergrond: tijdens de nazi-regering, Rode achtergrond: tijdens de communistische regering)
- Recente ontwikkeling van de bevolking (blauwe lijn) en prognoses (stippelijn)

| Jaar | Inwoners |
| ---- | -------- |
| 1875 | 7 359    |
| 1890 | 7 266    |
| 1910 | 7 536    |
| 1925 | 7 942    |
| 1933 | 8 028    |
| 1939 | 8 303    |
| 1946 | 11 148   |
| 1950 | 11 045   |
| 1964 | 11 155   |
| 1971 | 11 378   |

| Jaar | Inwoners |
| ---- | -------- |
| 1981 | 10 496   |
| 1985 | 10 638   |
| 1989 | 10 842   |
| 1990 | 10 710   |
| 1991 | 10 536   |
| 1992 | 10 495   |
| 1993 | 10 400   |
| 1994 | 10 393   |
| 1995 | 10 317   |
| 1996 | 10 218   |

| Jaar | Inwoners |
| ---- | -------- |
| 1997 | 10 156   |
| 1998 | 10 066   |
| 1999 | 9 961    |
| 2000 | 9 809    |
| 2001 | 9 680    |
| 2002 | 9 557    |
| 2003 | 9 429    |
| 2004 | 9 335    |
| 2005 | 9 222    |
| 2006 | 9 072    |

| Jaar | Inwoners |
| ---- | -------- |
| 2007 | 8 939    |
| 2008 | 8 813    |
| 2009 | 8 666    |
| 2010 | 8 522    |
| 2011 | 8 315    |
| 2012 | 8 152    |
| 2013 | 8 034    |
| 2014 | 7 922    |
| 2015 | 7 833    |
| 2016 | 7 836    |

| Jaar | Inwoners |
| ---- | -------- |
| 2017 | 7 789    |
| 2018 | 7 769    |
| 2019 | 7 720    |
| 2020 | 7 734    |

Gegevensbronnen worden beschreven in de Wikimedia Commons.

## Trivia
Het stadje is verbonden met het Duitse begrip Kalauer, dat sinds het eind van de 19e eeuw een woordgrap of  een witz met een woordspeling erin aanduidt. Voor de Eerste Wereldoorlog werd de naam van Calau met een K, dus: Kalau, gespeld. Het beroemde satirische blad Kladderadatsch kende in die tijd een rubriek Aus Kalau wird berichtet....., waarin zulk soort grappen vaak voorkwamen. Zodoende is men een woordgrap van dit soort, naar de titel van de rubriek een Kalauer gaan noemen.
Altdöbern ·
Bronkow ·
Calau ·
Frauendorf ·
Großkmehlen ·
Großräschen ·
Grünewald ·
Guteborn ·
Hermsdorf ·
Hohenbocka ·
Kroppen ·
Lauchhammer ·
Lindenau ·
Lübbenau ·
Luckaitztal ·
Neu-Seeland ·
Neupetershain ·
Ortrand ·
Ruhland ·
Schipkau ·
Schwarzbach ·
Schwarzheide ·
Senftenberg ·
Tettau ·
Vetschau/Spreewald